# Hällberget (naturreservat)
Hällberget är ett naturreservat i Överkalix kommun i Norrbottens län.
Området är naturskyddat sedan 2010 och är 3,5 kvadratkilometer stort. Reservatet omfattar Hällberget och två andra berg med myrmark emellan. Reservatet består av gammal granskog med inslag av tall och lövträd.